# Cuarenta
El cuarenta (40) es el número natural que sigue al 39 y precede al 41. 

## Matemáticas
- Es un número compuesto que tiene los siguientes factores propios: 1, 2, 4, 5, 8, 10 y 20. Como la suma de sus divisores propios es 50 > 40 es un número abundante. La suma de sus divisores 1, 2, 4, 5, 8, 10, 20 y 40 = 90
- Es un número semiperfecto.
- Es un número octogonal.
- Cuarenta es el número de soluciones del problema de las ocho reinas para n = 7.
- Es un número de Harshad.

## Química
- Es el número atómico del zirconio (Zr).

## Astronomía.
- Objeto astronómico del Nuevo Catálogo General: NGC 40 es una nebulosa planetaria de color rojizo en la constelación de Cefeo.

## Tradición
- En la narración del Génesis se indica que llovió durante 40 días en el Diluvio universal.
- Moisés subió al monte en el desierto del Sinaí y permaneció ahí 40 días y 40 noches en oración y ayuno (Éxodo 24:18).
- En los Evangelios Jesús, luego de ser bautizado, pasó 40 días de ayuno en el desierto y fue tentado. Nuevo Testamento: (Marcos 1; Lucas 4; Mateo 4).